# Puitot
Puitot és un masia situada al terme de Ceuró, municipi de Castellar de la Ribera (Solsonès).